# UZB – Pest bis Pozsony
Die UZB – Pest bis Pozsony waren vier Schlepptenderlokomotiven der Ungarischen Zentralbahn (UZB) Österreich-Ungarns.
Die Lokomotiven wurden von Cockerill in Seraing 1845 geliefert.
Sie bekamen die Namen „PEST“, „BUDA“, „PANNONIA“ und „POZSONY“.
Ihr Aufbau entsprach der Philadelphia-Type von Norris.
Sie besaßen eine ungekuppelte angetriebene Achse und ein zweiachsiges vorderes Drehgestell, weiters Innenrahmen, innenliegende Steuerung sowie schiefliegende, außerhalb des Rahmens angeordnete Zylinder.
Das Verhältnis von Rost- zu Heizfläche lässt darauf schließen, dass die Maschinen darauf ausgelegt war, mit bester Steinkohle beheizt zu werden.
Allerdings wurden damals in Ungarn die Lokomotiven überwiegend mit Holz gefeuert, sodass sie die versprochene Leistung von 74 kW wahrscheinlich nicht im alltäglichen Betrieb erbringen konnten.
Die Maschinen hatten einen hohen Schornstein und einen oben halbkugelförmigen Stehkessel.
Die beiden Lokomotiven „PEST“ und „BUDA“ führten am 15. Juli 1846 den Eröffnungszug auf der Strecke Pest–Vác der UZB, also der ersten Eisenbahnstrecke auf ungarischem Gebiet.
Als 1850 die UZB in der k.k. südöstlichen Staatsbahn (SöStB) aufging, bekamen die Lokomotiven die Betriebsnummern 2–5.
Als dann 1855 die SöStB an die Staats-Eisenbahn-Gesellschaft (StEG) verkauft wurde, erhielten die Maschinen die Betriebsnummern 51–54.
Außer der Nummer 52, der „BUDA“, die im zweiten Bezeichnungsschema der StEG von 1873 die Nummer 2 bekam, wurden sie alle 1865 ausgemustert.